# Wild Arms 3
Wild Arms 3, connu sous le nom de Wild Arms Advanced 3rd (ワイルドアームズ アドヴァンスドサード, Wairudo Āmuzu Adovansudo Sādo) au Japon, est un jeu vidéo de rôle développé par Media.Vision et édité par Sony Computer Entertainment, sorti en 2002 sur PlayStation 2 et PlayStation 4.

## Système de jeu
Wild Arms 3 est le premier jeu de la série Wild Arms dans lequel tous les membres du groupe sont capables d'utiliser des ARM (armes à feu magiques). Les armures et armes dont s'équipaient les protagonistes sont remplacées par des compétences personnelles via l'invocation de Gardiens (médiums).
Les graphismes des combats utilisent les mêmes effets de fond que les deux précédents jeux de la série, mais cette fois la caméra peut tourner à 360 degrés dans l'aire de combat et les personnages peuvent courir pendant les combats. Comme dans les deux derniers jeux, le combat utilise un système de tour par tour, mais celui-ci peut être modifié au fur et à mesure des combats.
Contrairement aux RPG traditionnels, les lieux sur la carte du monde ne sont pas immédiatement visibles. Pour découvrir de nouvelles villes et de nouveaux donjons, le joueur doit demander des informations ou apprendre leur existence au cours de l'intrigue, puis les rechercher manuellement à l'aide d'un système de type GPS. La carte du monde, que le joueur doit acheter, aide les joueurs à trouver de nouveaux lieux.

## Histoire
Le jeu se déroule sur une version de la planète Filgaia de la série « Wild Arms », une planète ravagée au point que même ses mers ne sont plus que de longues étendues de sable, le résultat supposé d'une guerre ancienne. Quatre drifters se retrouvent choisis pour exercer le pouvoir des protecteurs spirituels de la planète, les Gardiens, afin d'arrêter une menace prophétique mais inconnue pour leur monde. Au cours de leur aventure, ils sont confrontés à d'autres équipes de drifters, à un trio de scientifiques fanatiques appelés les Prophètes, et aux Démons des légendes de Filgaia. Les quatre aventuriers finissent par faire des découvertes surprenantes sur la véritable histoire de leur monde et sur les liens qui les unissent.

### Personnages

#### Personnages jouables
- Virginia Maxwell est une jeune drifter de 18 ans à la recherche de son père disparu depuis longtemps, qu'elle croit toujours en vie. Elle aspire à vivre et à découvrir la vie de drifter, comme son père avant elle. Ses ARMS sont deux revolvers que lui a donnés son père.
- Jet Enduro est un garçon au sang froid qui souffre d'amnésie et qui ne laisse rien se mettre en travers de son chemin. On apprend à l'Observatoire de Leyline que le véritable nom de Jet était « Adam Kadmon » (qui fait référence à « Homme Primal » dans la Kabbale), comme l'a déclaré Werner Maxwell. Son ARM est une mitraillette et, à l'insu de Jet, elle a été conçue pour n'être utilisable que par lui. Il a un lien avec le père de Virginia.
- Clive Winslett est un chasseur de primes de 30 ans qui sait garder son sang froid, qui a un faible pour sa famille, composée de sa femme, Katherine, et de leur jeune fille, Kaitlyn. Clive est tourmenté par un événement de son passé au cours duquel son mentor, le professeur Berlitz, a été tué lors d'une excursion visant à percer le mystère du passé de Filgaia. Berlitz s'est sacrifié pour sauver Clive, à qui sa fille, Katherine, était fiancée. Le MRA de Clive est un fusil de sniper, qui était l'une des nombreuses inventions de son mentor.
- Gallows Carradine est un jeune homme de 24 ans, originaire de la tribu de Baskar, qui semble vouloir échapper à sa ville natale et à sa lignée sacerdotale, en travaillant comme un bandit-drifter de bas étage. Sa grand-mère, Halle, donne des conseils et des directives au groupe tout au long du jeu, tout en dénigrant son petit-fils qu'elle qualifie d'inutile. Le frère cadet de Gallows, Shane, est un devin de la tribu, et ses prédictions sont connues pour se réaliser. Sa dernière vision était celle d'une « menace bleue » qui chercherait à détruire Filgaia, et qui s'est révélée être Siegfried. Son ARM est un fusil à canon scié et la seule des quatre armes des personnages principaux qui n'est jamais évoquée dans l'intrigue.

## Accueil
- Jeux vidéo Magazine : 15/20[1]
- Jeuxvideo.com : 15/20[2]